# Taltal
Taltal este un oraș și comună din provincia Antofagasta, regiunea Antofagasta, Chile, cu o populație de 11.132 locuitori (2012) și o suprafață de 20405,1 km2.